# Trubaduren
Trubaduren (italiensk: Il trovatore) er en opera af Giuseppe Verdi, komponeret i 1853. Handlingen udspiller sig i Spanien i det 15. århundrede.

## Personer i handlingen
Personernes tilhørsforhold i handlingen er følgende:
Hofdamen = Leonora
Trubaduren (den sorte ridder) = Manrico
Greve = Luna
Vagtkaptajnen = Ferrando
Garzia = Grevens (Luna) yngre bror
Hofdamens veninde = Inez
Azucena = Datter til mor som blev brændt på bålet
Ruiz = En af Manricos soldater.

## Handling
Operaen varer i ca. 2½ time og består af 4 akter, hvoraf hver akt er opdelt i 2 scener.
1. Akt, 1. scene
En dag, mens Garzia var spæd, opdagede man en dyster sigøjnerske, som kastede blikke på hans vugge. Sigøjnersken blev drevet væk, men kort tid efter blev Garzia syg, og man mente at sigøjnerkvinden havde forbandet drengen. Sigøjnerkvinden blev derfor anklaget for hekseri, fanget og brændt på bålet. Sigøjnerkvindens datter, Azucena, tog imidlertid en grusom hævn. Det syge barn forsvandt og man fandt aldrig spor efter sigøjnerens datter, men man fandt et spædbarns knogler i den ulmende aske efter bålet.
1. Akt, 2. scene
Hofdamen Leonora fortæller sin veninde, Inez, om sin store kærlighed til den mystiske sorte ridder, som hun havde mødt til en ridderturnering, hvor hun overrakte ridderen sejrskransen. Efterfølgende brød borgerkrigen ud, hvorpå den sorte ridder forsvandt. Efter en tid begyndte ridderen at vise sig i paladsets haver om natten, forklædt som trubadur, for at synge serenader til hofdamen.
Grev Luna kommer nu ind i billedet og erklærer Leonora sin store kærlighed. Han afbrydes imidlertid af trubadurens sang. Leonora styrter ud for at modtage sin elskede, men i mørket tager hun fejl af trubaduren og greven. I det samme kommer trubaduren frem, og Leonora indser sin fejltagelse. Grevens jalousi og vrede stiger til ustyrlige højder, da det viser sig, at trubaduren i virkeligheden er Manrico, officer i fyrst Urgels hær og dermed fjenden. Greven og Manrico styrter ud for at afgøre deres strid med våben, mens Leonora falder besvimet om på jorden.
2. Akt, 1. scene
Azucena plejer Manrico, da han er blevet livsfarligt såret i et slag, og med tiden bliver han næsten rask. Undervejs i forløbet beskriver Azucena det frygtelige syn af en kvinde, som bliver brændt på bålet. Hun fortæller Manrico, hvordan hendes moder blev sendt på bålet af den gamle greves soldater, og hvordan hun selv tog hævn ved at stjæle grevens spæde søn for at kaste ham i flammerne. Men hun begik den fejl, at hun i sin fortumlede tilstand af had og sorg, kom hun til at kaste sit eget barn i ilden. Manrico spørger forfærdet hvem han da er, han har jo altid troet, at han var hendes søn. Azucena skynder sig at forsikre ham om, at det er han da også (selvom det ikke er tilfældet).
Manrico mindes sin duel med greven, og husker hvordan en stemme fra himlen forhindrede ham i at gøre det af med Luna. Azucena får ham til at sværge, at han ikke vil spare greven næste gang. De bliver afbrudt af et sendebud, som bringer nyheden om, at Leonora som tror, at Manrico er død, har besluttet at gå i kloster. Manrico tager straks afsted for at redde hende for klosterløftet.
2. Akt, 2. scene
Grev Luna er gået i skjul uden for klosteret med en håndfuld betroede folk. Han vil bortføre Leonora, før hun kan nå at afgive klosterløftet. Han elsker hende og vil eje hende. Han er parat til at bekæmpe en hvilken som helst rival. Nonnerne i klosteret istemmer en hymne, mens Leonora kommer ud for at sige farvel til sine venner. Greven springer frem for at gribe hende, men i det samme kommer Manrico som et lyn fra en klar himmel. Han har et talstærkt følge med sig, som stiller sig i vejen, så han uhindret kan bortføre den overraskede, men henrykte Leonora.
3. Akt, 1. scene
Greven begræder tabet af Leonora, der nu befinder sig i Manricos arme inde i borgen, Castellor, - og belejrer derfor borgen. Vagtkaptajnen Ferrando kommer ind og rapporterer, at man har fanget en sigøjner, som luskede rundt i nærheden af lejren. Azucena bliver ført ind og forklarer, at hun leder efter sin forsvundne søn. Det varer dog ikke længe, før greven finder ud af hendes sande identitet. Ferrando kan huske hende fra dengang med bålet. Soldaterne kaster sig over hende og i sin fortvivlelse råber hun Manricos navn. Luna, der nu ved, hvem den forsvundne søn er, bliver henrykt. Azucena kastes i fængsel; hun skal brændes på bålet. Nu kan Luna både hævne mordet på sin broder, og samtidig lokke Manrico ud af Castellor.
3. Akt, 2. scene
Manrico og Leonora gør sig klar til deres bryllup, men hun er urolig ved tanken om de fjendtlige soldater uden for borgen. Manrico beroliger hende og forsikrer hende, at hans kærlighed til hende vil give ham styrke til at modstå fjendernes sværd. Netop som de er på vej op mod alteret kommer Ruiz, en af Manricos soldater, styrtende med nyheden om, at Azucena er blevet dømt til døden på bålet. Manrico må straks afsted for at redde hende. Han beordrer sine mænd til at gøre klar til kamp.
4. Akt, 1. scene
Greven får Manrico fængslet i et tårn i Castellor. Leonora står neden for tårnet og erklærer endnu engang sin kærlighed til Marico. Manrico synger farvel oppe fra tårnet og beder hende aldrig glemme ham. Hun er fast besluttet på at redde ham for enhver pris. Nu kommer greven. Han erklærer, at såvel Azucena som hendes søn skal dø ved daggry. Leonora beder for Manricos liv, men det gør kun greven endnu mere sikker i sin beslutning om at skaffe sig af med rivalen. Først da hun tilbyder sig selv i bytte, går greven ind på hendes forslag. Han vil sende vagten bort og lade fængselsdøren stå åben, så hun kan gå ind og lukke sin forhenværende elskede ud. Mens greven udsteder de fornødne ordrer, tager Leonora imidlertid en gift, der er skjult i en af hendes fingerringe.
4. Akt, 2. scene
Manrico forsøger at trøste Azucena, som endnu engang oplever sin moders død i flammerne. Endelig falder hun i en halvdøs, hvor hun mindes fortidens lykkelige stunder. Nu kommer Leonora ind i fængslet og siger til Manrico, at han skal flygte. Manrico vil have hende med, men hun siger, at hun er nødt til at blive. Nu er det ikke svært for Manrico at gætte sig til, hvad hun har tilbudt greven for at opnå denne ordning. Han skælder ud og beskylder hende for utroskab. Han vil ikke flygte og ikke have noget med hende at gøre. Giften er allerede begyndt at virke. Med sine sidste kræfter forklarer Leonora, at hun har valgt at dø som hans elskede, hellere end at leve sammen med en anden. Manrico overvældes af anger. I dette øjeblik kommer greven ind og finder Leonora døende. Han indser, at han er blevet snydt og beordrer straks Manrico til blokken. Han trækker Azucena hen til vinduet for at hun skal se på. Øksen falder - og Azucena fortæller greven, at han har dræbt sin egen broder. Så falder hun i afmagt. Hendes moder er endelig blevet hævnet. Greven står, fortvivlet, alene tilbage med sin skyld.